# Katline Cauwels
Katline Cauwels (* 28. Februar 1980 in Bonheiden) ist eine ehemalige belgische Squashspielerin.

## Karriere
Katline Cauwels spielte von 1997 bis 2004 auf der WSA World Tour. Ihre beste Platzierung in der Weltrangliste erreichte sie mit Rang 42 im April 2001. Mit der belgischen Nationalmannschaft nahm sie 1998 und 2004 an der Weltmeisterschaft teil. Bei Europameisterschaften gehörte sie sechsmal zum Kader. In den Jahren 1996, 1998 und 2003 wurde sie belgische Meisterin.
Cauwels ist mit Shaun Moxham verheiratet, der ebenfalls Squashspieler, insbesondere aber als Trainer von David Palmer erfolgreich war. Das Paar betreibt eine Squashanlage in Port Chester und hat einen Sohn und eine Tochter.

## Erfolge
- Belgischer Meister: 3 Titel (1996, 1998, 2003)